# Abaá

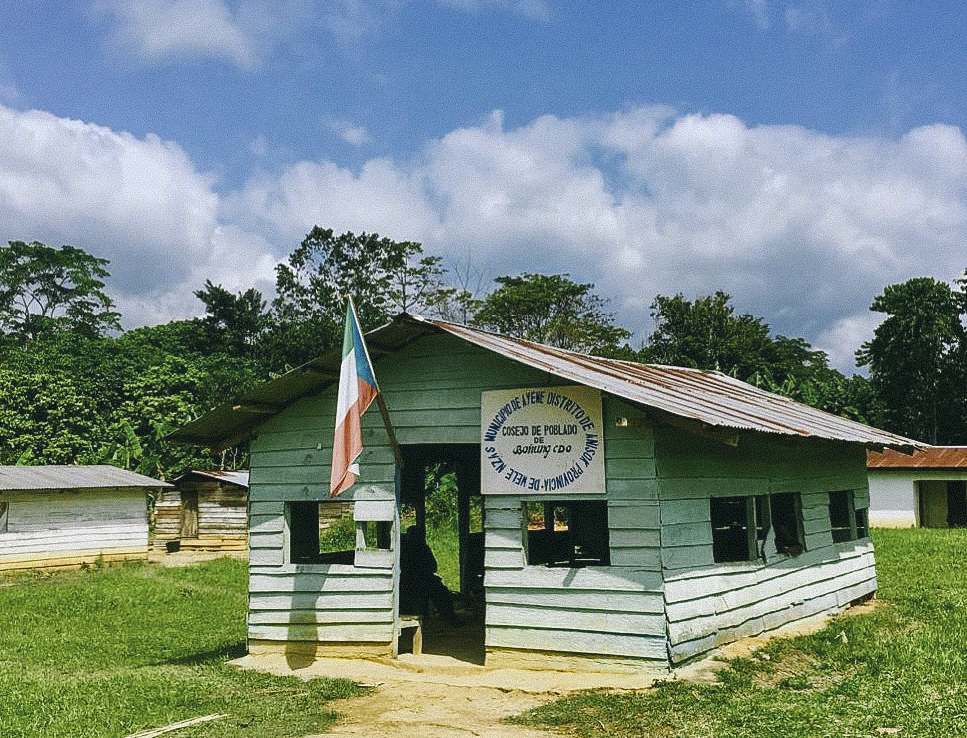
Abaá en el poblado de Buñong (municipio de Ayene, distrito de Añisok, provincia de Wele-Nzas).

En Guinea Ecuatorial, un abaá o abahá (del idioma fang, abáá 'casa de la palabra') es un centro social y comunitario en las ciudades y pueblos, especialmente los de la etnia fang. El abaá tiene función oficial, religiosa y de ocio; en él se realizan actividades de toda índole, se cocina, se festeja y se reúnen los hombres para tomar decisiones relevantes para toda la comunidad. Se considera un lugar simbólico de unidad y solidaridad, y el jefe tradicional supremo del abaá se denomina «abbá».
Antiguamente, en el centro de la casa se solía situar una columna sagrada, decorada con relieves llamada àbòm-àbàà. El abaá se ubicaba en ambos extremos del poblado para hacer las veces de casa de guardia; se daba la voz de alarma con un tambor (tronco hueco) llamado 'nkúú que según el ritmo de los toques podía comunicar mensajes complejos, e incluso podía oírse desde pueblos aledaños, transmitiendo información de un lado al otro del valle. Hoy en día estas prácticas son cada vez menos comunes, y los abaás se construyen en el centro del poblado. La construcción y manutención del abaá también es en común.
Los fang, también llamados betí, pahouin, pangwe o pamue, son una de las etnias más mayoritarias del país. No se permite a las mujeres fang entrar en el abaá, salvo que sirvan de comer o testifiquen en un litigio.
La palabra «abaá» es una de las treinta de origen ecuatoguineano que en 2013 se incorporaron al Diccionario de la Real Academia Española, que lo define como «casa comunal». Las otras etnias del país poseen centros comunales equivalentes, que se conocen como mwebe en ndowé, mpa en bisío, riebapuá o wedja bohôté en bubi y vidyil en fa d'ambó. En español es frecuentemente llamada «Casa de la Palabra», nombre que se extendió durante la época colonial.